# Mont-à-Leux
Mont-à-Leux is een wijk in de Belgische stad Moeskroen. De wijk ligt ruim twee kilometer ten westen van de stadskern van Moeskroen en het centrum van de deelgemeente Lowingen, tegen de grens met Frankrijk. De bebouwing van de wijk is vergroeid met die van het stadscentrum, maar sluit ook aan op de bebouwing van de Franse gemeente Wattrelos en de verstedelijking van de Franse stad Tourcoing.

## Geschiedenis
Halverwege de 16de eeuw zochten lutheranen hier hun toevlucht in de bossen, om later het Gravenkasteel in te nemen. Zij werden ook wel de Hurlus genoemd, een naam die later zou terugkeren in de Moeskroense folklore.
Oude vermeldingen van de plaats gaan terug tot de eerste helft van de 17de eeuw als Motte à loux en het begin van de 18de eeuw als Motte à Loup, wat zou staan voor een "motte" die een "allodium" (Waals: allou) was. De 18de-eeuwse Cassinikaart toont de plaatsnaam Montalleux en de Ferrariskaart uit de jaren 1770 toont hier een landelijk gehuchtje Montaleux, meer dan twee kilometer ten zuidwesten van het stadscentrum van Moeskroen.
Halverwege de 19de eeuw werd spoorlijn Gent-Rijsel ten zuiden van Mont-à-Leux getrokken, om hier Frankrijk binnen te lopen. In 1883 werd in Mont-à-Leux een kerk opgetrokken, gewijd aan Sint-Antonius. Het gehucht bleef lang landelijk tot het in de 20ste eeuw verstedelijkt raakte en vergroeide met het stadscentrum van Moeskroen en de Franse agglomeratie rond Rijsel.

## Bezienswaardigheden
- De Sint-Antoniuskerk (Eglise Saint-Antoine)

## Verkeer en vervoer
Ten zuiden van Mont-à-Leux loopt spoorlijn 75 van Gent en Kortrijk naar het Franse Rijsel. In de eerste helft van de 20ste eeuw liep de tramlijn Kortrijk-Moeskroen naar Mont-à-Leux, maar deze buurtspoorweg verdween begin jaren 60.
In oost-west-richting loopt de N516 van Moeskroen naar Frankrijk.
Deelgemeenten: Moeskroen · Dottenijs · Herzeeuw · Lowingen

Overige kernen: Herzeeuw-Station · La Coquinie · Les Ballons · Mont-à-Leux · Risquons-Tout · Petit-Audenaerde

Belgische gemeenten · arrondissement Doornik-Moeskroen · Henegouwen · Wallonië